# Список фьордов Норвегии
В списке перечислены фьорды Норвегии вдоль побережья Скандинавского полуострова от границы с Россией до границы со Швецией. Фьорды Шпицбергена перечислены по часовой стрелке.

## Побережье Скандинавского полуострова
| Основной фьорд      | Ответвления | Коммуна                     | Фюльке          |
| ------------------- | --- | --------------------------- | --------------- |
| Коббхольм-фьорд     | | Сёр-Варангер                | Финнмарк        |
| Варангер-фьорд      | Яр-фьорд, Бёк-фьорд, Курс-Фьорд, Чё-фьорд, Нейден-фьорд, Мунк-фьорд, Бугёй-фьорд, Гандвика, Вейнес, Меск-фьорд | Сёр-Варангер                | Финнмарк        |
| Перс-фьорд          | | Вардё                       | Финнмарк        |
| Сюльте-фьорд        | | Ботсфьорд                   | Финнмарк        |
| Маккаур-Санн-фьорд  | | Ботсфьорд                   | Финнмарк        |
| Ботс-фьорд          | | Ботсфьорд                   | Финнмарк        |
| Конгсёй-фьорд       | Страумен, Куббкрокен, Рис-фьорд | Берлевог                    | Финнмарк        |
| Тана-фьорд          | Тролль-фьорд, Лейрпуллен, Смаль-фьорд, Тарм-фьорд, Вестертана, Ланг-фьорд, Хупс-фьорд, Лилле-Чо-фьорд, Стуре-Чо-фьорд, Ра-фьорд, Скар-фьорд, Тю-фьорд | Берлевог, Тана, Гамвик      | Финнмарк        |
| Куи-фьорд           | | Гамвик                      | Финнмарк        |
| Гуннарс-фьорд       | | Гамвик                      | Финнмарк        |
| Гюлен-фьорд         | | Гамвик                      | Вестланн        |
| Стейнвог-Санн-фьорд | | Гамвик                      | Финнмарк        |
| Шиттен-фьорд        | | Гамвик                      | Финнмарк        |
| Сёр-фьорд           | | Гамвик                      | Финнмарк        |
| Коббевоген          | | Гамвик                      | Финнмарк        |
| Магкейль-фьорд      | | Гамвик                      | Финнмарк        |
| Киннарод-Санн-фьорд | | Лебесбю                     | Финнмарк        |
| Окс-фьорд           | | Лебесбю                     | Финнмарк        |
| Чёлле-фьорд         | | Лебесбю                     | Финнмарк        |
| Лаксе-фьорд         | Ки-фьорд, Дюпвика, Эйдс-фьорд, Морёй-фьорд, Беккар-фьорд, И-фьорд, Стур-фьорд, Лилле-Порсангер, Тёммервика, Стуре-Рисвика, Лилле-Рисвика | Лебесбю                     | Финнмарк        |
| Порсангер-фьорд     | Бреннэльв-фьорд, Индре-Билле-фьорд, Итре-Билле-фьорд, Итре-Вейнесбукта, Олдер-фьорд, Смёр-фьорд, Индребукта, Порсангвика, Ко-фьорд, Ла-фьорд, Сарнес-фьорд | Порсангер, Нордкап          | Финнмарк        |
| Камёй-фьорд         | Шипс-фьорд, Дукс-фьорд, Опнанватн | Нордкап                     | Финнмарк        |
| Каль-фьорд          | | Нордкап                     | Финнмарк        |
| Рис-фьорд           | | Нордкап                     | Финнмарк        |
| Вес-фьорд           | Хорнвика | Нордкап                     | Финнмарк        |
| Кнившелльбукта      | | Нордкап                     | Финнмарк        |
| Саннстран-фьорд     | | Нордкап                     | Финнмарк        |
| Ту-фьорд            | | Нордкап                     | Финнмарк        |
| Ванн-фьорд          | | Нордкап                     | Финнмарк        |
| Кобб-фьорд          | | Мосёй                       | Финнмарк        |
| Рюгг-фьорд          | | Мосёй                       | Финнмарк        |
| Куль-фьорд          | | Мосёй                       | Финнмарк        |
| Санн-фьорд          | | Мосёй                       | Финнмарк        |
| Мосёй-фьорд         | | Мосёй                       | Финнмарк        |
| Аккар-фьорд         | | Мосёй                       | Финнмарк        |
| Эйтер-фьорд         | | Мосёй                       | Финнмарк        |
| Мюр-фьорд           | | Мосёй                       | Финнмарк        |
| Снё-фьорд           | Селвика, Бак-фьорд | Мосёй                       | Финнмарк        |
| Ма-фьорд            | | Мосёй                       | Финнмарк        |
| Ланг-фьорд          | | Мосёй                       | Финнмарк        |
| Тролльвика          | | Мосёй                       | Финнмарк        |
| Вальс-фьорд         | | Мосёй                       | Финнмарк        |
| Стоппель-фьорд      | | Мосёй                       | Финнмарк        |
| Эльвевика           | | Квальсунд                   | Финнмарк        |
| Реппар-фьорд        | | Квальсунд                   | Финнмарк        |
| Итре-Торске-фьорд   | | Квальсунд, Хаммерфест       | Финнмарк        |
| Кваль-фьорд         | | Хаммерфест                  | Финнмарк        |
| Гамвик-фьорд        | | Хаммерфест                  | Финнмарк        |
| Альта-фьорд         | Ко-фьорд, Ланг-фьорд | Альта                       | Финнмарк        |
| Квенанген-фьорд     | Рейса-фьорд | Квенанген                   | Тромс           |
| Люнген-фьорд        | Ко-фьорд, Стур-фьорд | Люнген, Кофьорд, Стурфьорд  | Тромс           |
| Ульс-фьорд          | Сёр-фьорд | Тромсё, Люнген              | Тромс           |
| Баллс-фьорд         | | Балсфьорд, Тромсё           | Тромс           |
| Маланген            | | Балсфьорд, Ленвик, Молсельв | Тромс           |
| Аста-фьорд          | | Сконланн, Гратанген         | Тромс           |
| Эйдс-фьорд          | |                             | Нурланн         |
| Хадсель-фьорд       | | Хадсель                     | Нурланн         |
| Уфут-фьорд          | Херьянгс-фьорд, Шомен | Нарвик                      | Нурланн         |
| Тюс-фьорд           | Хеллему-фьорд | Тюсфьорд                    | Нурланн         |
| Саг-фьорд           | Каллвог-фьорд | Стейген, Хамарёй            | Нурланн         |
| Фолла               | Нурфолла, Сёрфолла | Стейген, Сёрфолл            | Нурланн         |
| Салт-фьорд          | Шерстад-фьорд | Будё                        | Нурланн         |
| Мелё-фьорд          | Глом-фьорд | Мелёй                       | Нурланн         |
| Мель-фьорд          | |                             | Нурланн         |
| Шона                | | Несна                       | Нурланн         |
| Ранен               | Нурранен, Сёр-фьорд | Рана                        | Нурланн         |
| Вефсен-фьорд        | Лейр-фьорд | Вефсн                       | Нурланн         |
| Вель-фьорд          | | Брённёй                     | Нурланн         |
| Биндалс-фьорд       | Урс-фьорд, Тусен-фьорд | Брённёй, Биндал             | Нурланн         |
| Снур-фьорд          | Тронхеймс-фьорд, Бейтстад-фьорд | Трондхейм, Стейнхьер        | Нур-Трёнделаг   |
| Хемне-фьорд         | Снилл-фьорд | Хемне, Снилльфьорд          | Сёр-Трёнделаг   |
| Халса-фьорд         | Тронн-фьорд, Сурнадалс-фьорд | Халса, Сурнадал             | Мёре-ог-Ромсдал |
| Тингволл-фьорд      | Суннадалс-фьорд, Батн-фьорд | Тингволл, Сунндал           | Мёре-ог-Ромсдал |
| Молде-фьорд         | Ромсталс-фьорд, Фанне-фьорд, Ланг-фьорд | Молде, Вестнес              | Мёре-ог-Ромсдал |
| Херёй-фьорд         | | Херёй                       | Мёре-ог-Ромсдал |
| Стур-фьорд          | Суннюлвс-фьорд, Гейрангер-фьорд Нурддалс-фьорд, Та-фьорд | Олесунн, Странда            | Мёре-ог-Ромсдал |
| Сула-фьорд          | Хьёрунд-фьорд, Вартдалс-фьорд | Харэйд, Эрста               | Мёре-ог-Ромсдал |
| Ровде-фьорд         | Волдс-фьорд, Далс-фьорд | Волда, Нерёй                | Мёре-ог-Ромсдал |
| Нур-фьорд           | Глоппе-фьорд. Эйдс-фьорд |                             | Согн-ог-Фьюране |
| Фёрде-фьорд         | | Фёрде                       | Согн-ог-Фьюране |
| Далс-фьорд          | | Фьялер, Аскволл             | Согн-ог-Фьюране |
| О-фьорд             | | Хюллестад                   | Согн-ог-Фьюране |
| Согне-фьорд         | Лустра-фьорд, Ордалс-фьорд, Нерёй-фьорд, Согнесйюен, Стрёумс-фьорд, Бьёрне-фьорд, Гула-фьорд, Эйс-фьорд, Нордгуль-фьорд, Эустгуль-фьорд, Нессе-фьорд, Ли-фьорд, Бё-фьорд, Рисне-фьорд, Икье-фьорд, Вахэймс-фьорд, Фуглсет-фьорд, Эиэс-фьорд, Хёйангс-фьорд, Лоне-фьорд, Финна-фьорд, Арна-фьорд, Индре-фьорд, Фрам-фьорд, Эсе-фьорд, Фьерланд-фьорд, Ветле-фьорд, Свера-фьорд, Нора-фьорд, Согндалс-фьорд, Эйдс-фьорд, Барсненс-фьорд, Эурландс-фьорд, Лердалс-фьорд, Ордалс-фьорд, Гёупне-фьорд | Балестранн, Лустер, Эурланн | Согн-ог-Фьюране |
| Бьёрна-фьорд        | Фуса-фьорд | Эустеволл, Фуса, Ус         | Хордаланн       |
| Хардангер-фьорд     | Эйд-фьорд, Сёр-фьорд | Хардангер                   | Хордаланн       |
| Букна-фьорд         | Виндал-фьорд, Хюльс-фьорд, Хогс-фьорд Йосен-фьорд, Люсе-фьорд | Ставангер                   | Ругаланн        |
| Йосингфьорд         | | Сокндал                     | Ругаланн        |
| Листа-фьорд         | Феда-фьорд, Страндс-фьорд, Стулс-фьорд, Ла-фьорд, Флекке-фьорд | Флеккефьорд, Фарсунн        | Вест-Агдер      |
| Бревикс-фьорд       | Фриер-фьорд, Эйдангер-фьорд | Порсгрунн                   | Телемарк        |
| Фоссинг-фьорд       | | Крагерё, Бамбле             | Телемарк        |
| Драмменс-фьорд      | |                             | Вестфолл        |
| Ме-фьорд            | | Хандефьорд                  | Вестфолл        |
| Драмменс-фьорд      | | Драммен                     | Бускеруд        |
| Куре-фьорд          | | Рюгге                       | Эстфолл         |
| Осло-фьорд          | |                             | Эстфолл         |

## Побережье Шпицбергена
- Вийде-фьорд
- Ван-Мийен-фьорд
- Вууд-фьорд